# Architektenvertrag
Der Architektenvertrag ist ein Vertrag zwischen dem Bauherren und dem Architekten, in dem detailliert der Umfang der Leistungserbringung durch den Planer festgehalten wird.

## Rechtliche Grundlagen
Der Architektenvertrag ist frei verhandelbar, wobei es sich meist um einen Werkvertrag handelt. Lediglich bei der wirtschaftlichen und technischen Betreuung handelt es sich um einen Dienstvertrag. In Deutschland gelten die allgemeinen Vorschriften des BGB. Die Schriftform ist gesetzlich nicht vorgeschrieben, aber aufgrund der sich ergebenen Rechts- und Gewährleistungsansprüche durchaus empfehlenswert. Die VOB findet keine Anwendung beim Architektenvertrag, da geschuldeter Erfolg keine Bauleistung im Sinne der VOB/B bzw. § 1 VOB/A ist.
Nach § 650p BGB soll ein Architekten- oder Ingenieurvertrag ein eigenständiger Vertragstyp sein, der den Unternehmer verpflichtet, die Leistungen zu erbringen, die nach dem jeweiligen Stand der Planung und Ausführung des Bauwerks oder der Außenanlage erforderlich sind, um die zwischen den Parteien vereinbarten Planungs- und Überwachungsziele zu erreichen. Soweit letztere noch nicht vereinbart sind, hat der Unternehmer zunächst eine Planungsgrundlage zur Ermittlung dieser Ziele zu erstellen und zusammen mit einer Kosteneinschätzung für das Vorhaben vorzulegen.

## Leistungen
Die regelmäßigen Architektenleistungen sind die Grundlagenermittlung, der Vor- und Hauptentwurf, das Erstellen der Unterlagen und Zeichnungen für amtliche Baugesuche, Mengen- und Kostenkalkulationen, Ausführungsplanung mit Ausarbeitung von Details, Koordination der beteiligten Fachplaner, Ausschreibung und Mitwirkung bei der Vergabe einzelner Gewerkeleistungen, Bauleitung und Bauüberwachung, Vorbereitung und Mitwirkung bei der Bauabnahme und die Erstellung und Zusammenfassung der Endabrechnung und der Gebäudedokumentation nach Bauabschluss bzw. für die Übergabe.
Für einige dieser Leistungen wird regelmäßig eine Architektenvollmacht benötigt.

## Vergütung
Die Vergütung ist in Deutschland gesetzlich geregelt und in der Honorarordnung für Architekten und Ingenieure (HOAI) beschrieben. In dieser sind auch die Grundansprüche gemäß der neun Leistungsphasen geregelt, wenn ein Architektenvertrag nicht abgeschlossen wurde. Für die Reduzierung der Gesamtbaukosten ist es möglich, mit einem Architektenvertrag eine Erfolgsbeteiligung zu regeln, aber auch eine Haftungsvereinbarung für sich erhöhende Kosten abzuschließen.
Alle in der HOAI nicht genannten Leistungen können nicht im Rahmen der dort genannten Leistungsphasen vergütet werden. Deren Leistungsumfang und Vergütungshöhe sollte in jedem Fall explizit vereinbart werden. Dazu zählen beispielsweise
- Berechnungen zum Wärmeschutz nach GEG,
- Berechnungen zu Lüftungsanlagen (wiederum nach GEG),
- Ausarbeitung von Anträgen auf Förderkredite und Fördermittel (Kfw, DENA …) und
- Ausarbeitung besonderer Anträge (denkmalschutzrechtliche –, sanierungsrechtliche –, wasserschutzrechtliche –, emissionsrechtliche Genehmigung …).